# Triplophysa microps
Triplophysa microps är en fiskart som först beskrevs av Steindachner, 1866.  Triplophysa microps ingår i släktet Triplophysa och familjen grönlingsfiskar. IUCN kategoriserar arten globalt som livskraftig. Inga underarter finns listade i Catalogue of Life.